# 나카무라 유야 (1987년)
나카무라 유야(일본어: 中村 祐哉, 1987년 6월 22일 ~ )는 일본의 전 축구 선수이다.

## 구단 경력
과거 혼다, 교토 상가 FC, V-파렌 나가사키에서 활동하였다.